# Dup15q
 (mai 2020).

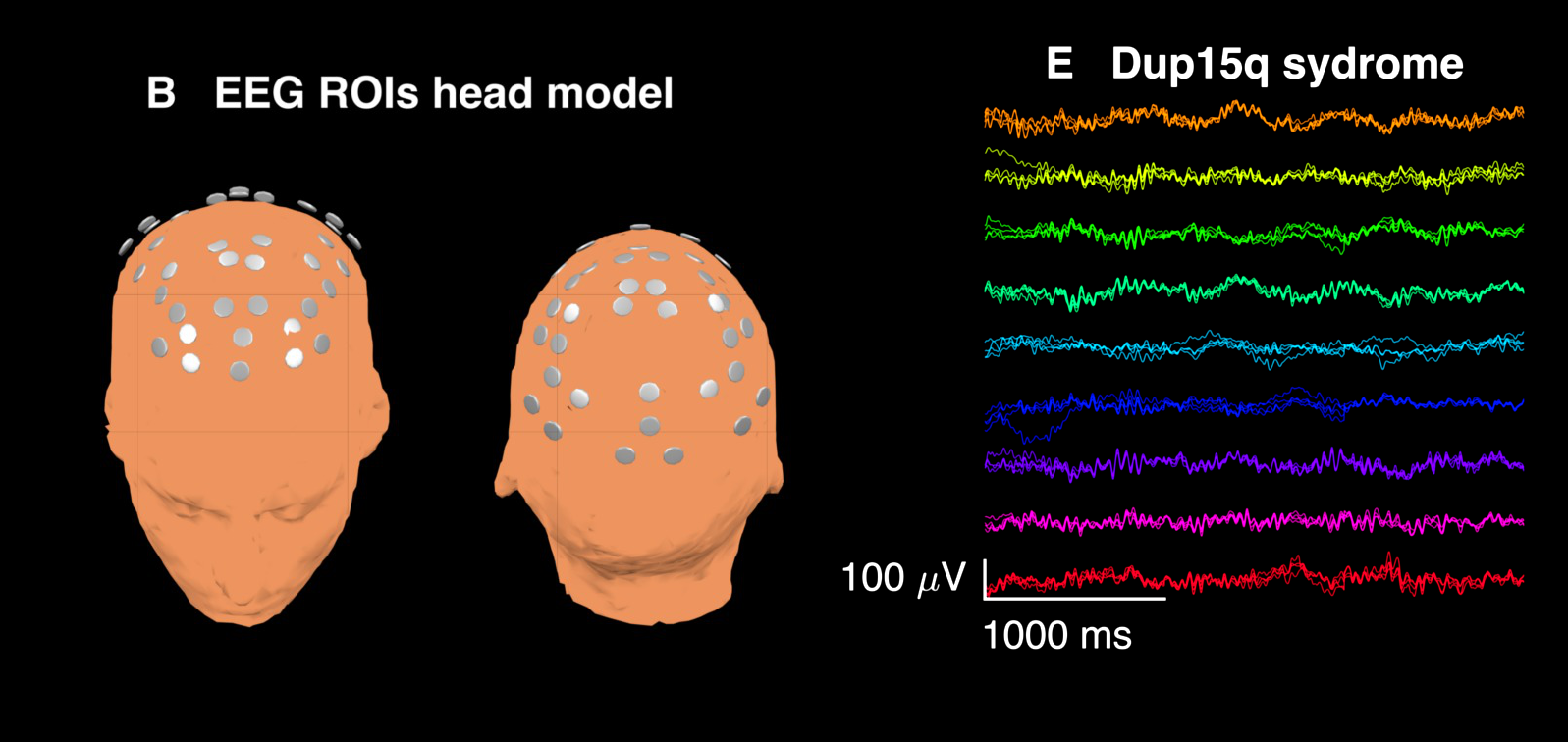
Les enregistrements EEG spontanés (à droite) d'un enfant de 28 mois atteint du syndrome Dup15q montrent des oscillations diffuses de fréquence bêta qui représentent un biomarqueur électrophysiologique de la maladie. Des traces de couleurs différentes ont été enregistrées à partir de différentes régions du cuir chevelu. L'emplacement des électrodes est indiqué sur un modèle de tête (à gauche).

Le syndrome Dup15q est une maladie humaine génétique rare : sa prévalence est estimée entre 1⁄5 000 et 1⁄30 000. Ce syndrome est étudié depuis quelques années par le centre hospitalier universitaire de Los Angeles (UCLA).
C'est un trouble neuro-développemental, causé par la duplication partielle du chromosome 15. 
Le syndrome Dup15q comprend des duplications de trois types : 
- « idic(15) » ou « isodicentrique 15q », ce qui signifie qu'on peut observer la présence d’un petit chromosome supplémentaire[3] ;
- « int dup(15) », qui signifie qu'on peut observer la présence d'une duplication partielle au sein même du chromosome 15, donc sans chromosome supplémentaire[3] ;
- « μ-dup(15) » ou « micro-duplication 15q ». Les personnes avec ce syndrome ont une partie d'information génétique supplémentaire sur le long bras du chromosome 15[4].

Il y a donc du matériel génétique en plus.
Cette duplication se trouve dans la même région que pour les deux syndromes bien plus connus en France : le syndrome de Prader-Willi (PW) et le syndrome d'Angelman (A), qui eux, résultent d’une délétion d’origine paternelle (PW) ou maternelle (A). Il y a donc pour eux du matériel génétique en moins.

## Diagnostic[5]
On utilise des tests génétiques pour diagnostiquer le syndrome Dup15q.
On trouve plusieurs types de tests sont utilisés pour examiner les chromosomes ou rechercher des preuves d'un dosage supplémentaire d'ADN dans la région 15q.

### Analyse par hybridation génomique comparative (CGH sur micropuce)[6]
L'analyse par hybridation génomique comparative est utilisée pour mesurer le « nombre de copies » des chromosomes.
Les médecins recherchent des duplications ou des suppressions, appelées «variations du nombre de copies» pour tous les chromosomes et sont généralement en mesure de déterminer le nombre total de copies d'une région chromosomique présentes. Bien qu'ils donnent des limites plus précises pour la région dupliquée que les études chromosomiques, ils ne peuvent pas toujours distinguer les chromosomes int dup (15) et idic (15). Si la microarray/array CGH montre une duplication, des études chromosomiques sont également à effectuer.
Si le nombre de copie est par exemple de 3, cela ne permettra pas de faire la différence entre un « idic(15) » et un « int dup(15) ». Mais on peut néanmoins raisonnablement supposer qu’il s’agit d’un « int dup(15) », car pour être « idic(15) », il faut généralement disposer de deux copies normales et de deux copies en miroir pour créer le chromosome supplémentaire. Il est donc très peu probable d'avoir un « idic » avec seulement 3 copies de la région concernées.

### Caryotype
Le caryotype permet de compter et apparier les chromosomes et de montrer le motif de leurs bandes. Elle donne ainsi des indications s'il y a des chromosomes perdus, supplémentaires ou réarrangés.

### Analyse FISH
L'analyse FISH (sigle pour fluorescence in situ hybridization) permet un diagnostic prénatal rapide par l'analyse des cellules du liquide amniotique de la femme enceinte.
Cette analyse est utilisée pour donner des informations plus précises sur l'ADN inclus dans une duplication. Ce test utilise un fragment d’ADN fluorescent qui marque un point spécifique sur le chromosome 15 afin de déterminer s’il se trouve dans la duplication et, dans l’affirmative, combien il y a de copies.
L'analyse FISH permet de distinguer le Dup15q des autres chromosomes marqueurs surnuméraires. Les « int dup(15) », difficiles à détecter lors d’une analyse chromosomique de routine, sont clairement identifiables à l’aide d’une étude FISH sur le bras 15q ou d’une analyse CGH.

### Test de méthylation
Le test de méthylation utilise une modification chimique de l'ADN pour distinguer si la duplication concerne un chromosome provenant de la mère ou du père.

## Biomarqueur EEG
Les patients atteints du syndrome de Dup15q disposent d'une caractéristique électroencéphalographie signature ou (EEG) biomarqueur sous la forme d'une forte amplitude spontanée fréquence des oscillations. Cette signature EEG a été notée comme un modèle qualitatif dans les lectures EEG cliniques et a été décrite par la suite quantitativement par des chercheurs de l'UCLA et leurs collaborateurs au sein du réseau de cliniques de Dup15q nationales. Ce groupe de chercheurs a constaté que l'activité bêta chez les enfants atteints du syndrome Dup15q est significativement supérieure à celle observée chez un individu en bonne santé. La signature EEG semble presque identique à des oscillations bêta induites par benzodiazépine, des médicaments qui modulent les récepteurs. Le suivi du traitement et l'identification des mécanismes moléculaires de la maladie peuvent être facilités par ce biomarqueur.

## Symptômes[3]
Les personnes atteintes du syndrome Dup15q présentent, à des degrés variables, les symptômes suivants :
- Hypotonie (faible tonus musculaire) : des difficultés pour avaler et s'alimenter, retard modéré à sévère dans l'acquisition de l'assise et/ou de la marche. Certains enfants ne marchent jamais et sont en fauteuil roulant ;
- Retard de développement moteur ;
- Retards cognitifs et sociaux/émotionnels ;
- Troubles moteur et du langage : le langage est retardé, la compréhension limitée. Certains sont non verbaux ;
- Autisme : critères TSA (troubles du spectre autistique), troubles du comportement. L’intention, la volonté de communiquer est plus ou moins absente selon les individus. Les interactions sociales sont inappropriées. L’évitement du regard et du contact corporel est courant ;
- Épilepsie : l'épilepsie est un problème médical majeur pour le syndrome Dup15q. À l’âge bébé, les crises épileptiques se présentent sous forme de spasmes infantiles et peuvent évoluer plus tard vers un syndrome de type Lennox-Gastaut. Les crises peuvent être pharmacorésistantes (les médicaments ne fonctionnent pas). Le risque de mort subite inattendue en épilepsie (SUDEP) est accru.

### Au quotidien
L'expression physique, physiologique, relationnelle et cognitive de la maladie Dup15q au quotidien est extrêmement variable d'un individu à l'autre. Les symptômes ci-dessus sont les plus courants et ils s'expriment également à un degré variable d'un individu à l'autre.
Des comportements difficiles tels que des accès de colère, des cris ou de l’(auto)agressivité peuvent se produire (morsures, se frapper le visage, se cogner la tête etc.).
Mais les personnes atteintes du syndrome Dup15q sont aussi souvent de bonne humeur. Ils peuvent être réceptifs aux matériels audiovisuels (musique, chansons, films). Ils peuvent avoir des préférences dans les couleurs, dans les sons et les textures. Ils peuvent avoir de long échanges de regards, rechercher le contact physique et développer de l'attachement pour les personnes les plus connues. Ces personnes aiment en général l'eau s'il y a eu habituation. En général, les personnes atteintes de Dup15q aiment la nourriture. Ils peuvent acquérir d'autres types de communication s'ils ne possèdent pas le langage. Les personnes atteintes de Dup15q peuvent être réceptifs à certains sons de la voix.
Les enfants atteints Dup15q peuvent être scolarisés et recevoir une éducation adaptée.  Les signes précurseurs chez le bébé (dès 4 mois) pour consulter un clinicien sont :
- une hypotonie précoce ;
- un retard de développement important ;
- des comportements autistiques ;
- des spasmes infantiles.

### Pistes thérapeutiques
Voici une liste de références externes (fiches PDF) pour différentes possibilités de soutien thérapeutique afin de pallier certaines faiblesses de l'individu et d'encourager certaines forces. Ce soutien peut se situer sur différents axes individuels et environnementaux liés à l'individu :
- Intervention précoce en milieu familial ;
- Socialisation en collectivité ;
- Art-thérapie ;
- Thérapie cognitivo-comportementale ;
- Physiothérapie ;
- Musicothérapie ;
- Logopédie ;
- Orthophonie ;
- Médec ;
- Gym collective ;
- Ergothérapie ;
- Diète (cétogène, hypoglycémie).

### Associations en lien avec les maladies rares
- Association Française des parents ;
- Association Américaine (organisation de conférences bi-annuelle aux USA) ;
- Centre universitaire de Los Angeles spécialisé UCLA ;
- Association Suisse des maladies rares ;
- Site de jeux spécialisés et conseils aux parents.